# Eternity: Best of 93 - 98
Eternity: Best of 93 - 98 é primeira coletânea da banda Takara lançada em 1998 pela Point Music & Saraya Recordings.

## Lista de faixas
1. "Spotlight"
2. "Two Hearts Together"
3. "Restless Heart"
4. "Fallen Angel"
5. "Colors Fade"
6. "When Darkness Falls"
7. "Days of Dawn"
8. "Your Love"
9. "December"
10. "Last Mistake"
11. "Lonely Shade of Blue"
12. "Take U Down"
13. "Your Love 2night"
14. "Don't Wanna Be Alone"
15. "Blind in Paradise"
16. "Say U'll Stay"
17. "Restless Heart" (Acústica)
18. "Your Love" (Acústica)

## Créditos
- Jeff Scott Soto – vocais
- Gary Schutt – baixo
- Carl Demarco – baixo
- Neal Grusky – guitarra
- Eric Ragno – teclados
- Robert Duda – bateria
- Bob Daisley - baixo nas faixas 7,8,14